# Dries Devenyns
Dries Devenyns (* 22. Juli 1983 in Löwen) ist ein ehemaliger belgischer Radrennfahrer.

## Sportlicher Werdegang
Devenyns wurde 2005 belgischer Straßenmeister in der U23-Klasse. In der Saison 2006 gewann er je einen Abschnitt bei den nationalen belgischen Etappenrennen Tweedaagse van de Gaverstreek und  Triptyque Ardennais. Außerdem entschied er zwei Etappen der Tour de Bretagne Cycliste für sich und gewann so auch die Gesamtwertung. Außerdem gewann er den Prolog der Tour des Pyrénées.
Im Jahr 2007 erhielt er seinen ersten Vertrag bei einem UCI ProTeam, der belgischen Mannschaft Predictor-Lotto. 2009 wechselte er zu Quick Step-Innergetic und gewann eine Etappe der Österreich-Rundfahrt. Nach mehreren Jahren ohne Siege gewann er 2016 das Eintagesrennen Grand Prix d’Ouverture La Marseillaise sowie die Gesamtwertung und eine Etappe des „hors categorie“-Rennen Belgien-Rundfahrt und Tour de Wallonie. Seinen größten aber auch letzten Erfolg seiner Karriere erzielte Devenyns im Februar 2020, indem er im Zweiersprint seinen letzten Mitausreißer Pawel Siwakow im UCI-WorldTour-Rennen Cadel Evans Great Ocean Road Race schlug.
Im Verlauf seiner Karriere startete Devenyns achtmal bei der Tour de France, seine beste Platzierung in der Gesamtwertung war Rang 46 im Jahre Tour de France 2011. Zweimal trat er an beim Giro d’Italia und dreimal bei der Vuelta a España.
Nach der Saison 2023 beendete Devenyns im Alter von 40 Jahren seine Karriere als Radrennfahrer und wechselte in die Sportliche Leitung seines Teams.

## Erfolge
2005
- Belgischer Meister – Straßenrennen (U23)

2006
- Gesamtwertung und zwei Etappen Tour de Bretagne Cycliste
- Prolog Tour des Pyrénées

2009
- eine Etappe Österreich-Rundfahrt

2016
- Grand Prix d’Ouverture La Marseillaise
- Gesamtwertung und eine Etappe Belgien-Rundfahrt
- Gesamtwertung und eine Etappe Tour de Wallonie

2019
- Gesamtwertung Hammer Limburg

2020
- Cadel Evans Great Ocean Road Race

## Grand-Tour-Platzierungen
| Grand Tour            | 2009 | 2010 | 2011 | 2012 | 2013 | 2014 | 2015 | 2016 | 2017 | 2018 | 2019 | 2020 | 2021 | 2022 | 2023 |
| --------------------- | ---- | ---- | ---- | ---- | ---- | ---- | ---- | ---- | ---- | ---- | ---- | ---- | ---- | ---- | ---- |
| Giro d’ItaliaGiro     | 95   | –    | –    | –    | –    | –    | –    | –    | 89   | –    | –    | –    | –    | –    | –    |
| Tour de FranceTour    | –    | 144  | 46   | 68   | –    | DNF  | –    | –    | –    | –    | 97   | 90   | 135  | –    | 119  |
| Vuelta a EspañaVuelta | –    | –    | –    | –    | –    | –    | –    | 101  | –    | 94   | –    | –    | –    | 100  | –    |